# Absentief
De absentief is een grammaticaal aspect met de volgende kenmerken:
- Het onderwerp van de zin is een persoon of in ieder geval gepersonificeerd. 

- De betreffende persoon bevindt zich op een andere plaats dan gewoonlijk om de in het gezegde uitgedrukte handeling te verrichten.
In het Nederlands wordt de perfectief doorgaans uitgedrukt door de handeling in de vorm van een infinitief te combineren met het hulpwerkwoord zijn. Een voorbeeld:
- Jan is vissen.

Eventueel kan het werkwoord gaan, ook als infinitief, worden ingevoegd:
- Jan is gaan vissen.

In Noord-Nederland en een deel van Oost-Nederland is onder invloed van het Fries en Nedersaksische streektalen een absentief met te in gebruik:
- Jan is te vissen.

Typisch voor de absentief is dat deze in voltooide-tijdsconstructies het werkwoord wezen in plaats van zijn eist:
- Jan is wezen vissen. (en niet: *Jan is zijn vissen.)

In West-Vlaanderen en delen van Oost-Vlaanderen en Vlaams-Brabant is onder dialectische invloed een absentief met de uitzonderlijke voltooid-deelwoordsvorm weest in gebruik:
- Jan is weest vissen.

In dialecten die te bij de absentief gebruiken, wordt deze in de voltooide tijd behouden, waarbij het hulpwerkwoord wezen helemaal achteraan wordt gerealiseerd:
- Jan is te vissen geweest.

Het gezegde drukt in absentiefconstructies altijd een handeling uit. Gezegden die een staat of een plotselinge verandering van staat uitdrukken, zijn niet in absentiefconstructies te gebruiken. Vergelijk:
- Jan is vissen. (prima, vissen is een handeling)
- *Jan is zitten. (onmogelijk, zitten drukt een staat uit)
- *Jan is arriveren. (onmogelijk, arriveren drukt een plotselinge verandering van staat uit)